# Mauricio Affonso
Mauricio Affonso Prieto (Melo, Departamento de Cerro Largo, Uruguay, 26 de enero de 1992) es un futbolista uruguayo. Juega como delantero centro y su equipo actual es el Juan Pablo II de la Primera División de Perú.

## Trayectoria

### Racing
El 18 de noviembre de 2012 debutó como profesional en el primer equipo de Racing, frente a El Tanque Sisley, ingresó al minuto 68 pero perdieron 1 a 0.
Anotó su primer gol el 15 de setiembre de 2013, en el Estadio Centenario frente a Peñarol, el encuentro finalizó 3 a 2 en contra.
En la temporada 2014/15, Racing finalizó el Torneo Apertura en segundo lugar y Mauricio aportó 5 goles. En el Torneo Clausura, anotó 7 goles pero terminaron en último lugar.

### Al-Shabab
Para la temporada 2015/16, fue fichado por Al-Shabab, pedido por el técnico uruguayo Álvaro Gutiérrez. Debutó en Arabia el 22 de agosto de 2015, fue titular y ganaron 3 a 1 en la fecha 1 del campeonato nacional. En su segundo encuentro, anotó su primer gol con el equipo, contra Hajer FC, club al que derrotaron 2 a 1.
Luego de una mala racha con derrotas consecutivas, los árabes despidieron al técnico uruguayo y también a Mauricio, por bajo rendimiento. Acumuló 13 partidos en el campeonato, convirtió 3 goles, por la Copa del Príncipe jugó 3 encuentros y anotó un gol.

### Peñarol
El 4 de febrero firmó con Peñarol por un año, para tener minutos en la doble competición que enfrentarán los aurinegros, tanto el Torneo Clausura como la Copa Libertadores.
Tuvo una temporada irregular con los carboneros, disputó 6 partidos en el Torneo Clausura y 3 en la Copa Libertadores, no convirtió goles.
El 12 de junio, se jugó una final contra Plaza Colonia por el Campeonato Uruguayo 2015/16, Affonso comenzó desde el banco de suplentes pero ingresó al minuto 73 por Nández, con el partido 1 a 0 en contra, minutos después su compañero Diego Rossi lo empató, y fueron a un alargue. Peñarol aprovechó que le expulsaron un jugador a Plaza Colonia y al minuto 108 lo dieron vuelta, con un gol de Olivera, luego Affonso apareció para sentenciar el gol del triunfo y título, finalizaron 3 a 1.

### Racing
Como no iba a ser considerado en Peñarol, fue cedido a su exequipo Racing, para jugar el Campeonato Especial donde convirtió 4 goles en 9 partidos, destacándose el partido frente a Danubio por la fecha 6 donde convirtió 2 goles.

### Peñarol
En enero de 2017, Affonso vuelve a Peñarol, donde marca varios goles recordados, como el que le hizo a Atlético Tucumán por la Copa Libertadores 2017, Peñarol y Atlético Tucumán empataban 1 a 1 en el Estadio Campeón del Siglo por la segunda fecha del Grupo 5, pero Affonso entró al campo de juego y pocos minutos más tarde le dio la victoria a Peñarol empujándola luego de una gran jugada de Gastón Rodríguez, unos pocos días más tarde en el mismo escenario, por la fecha 7 del Torneo Apertura del Campeonato Uruguayo 2017 le daba el triunfo a Peñarol en un partido verdaderamente agónico e infartante, ganaba Rampla Juniors por 2 a 1 hasta el minuto 92', pero con goles de Affonso en los minutos 90'+2 y 90'+3, el conjunto carbonero terminó ganando el encuentro frente a Rampla Juniors por 3 a 2 haciendo delirar a todos los hinchas mirasoles. Luego también lograría marcarle al Palmeiras por la fecha 4 del grupo 5 de la Copa Libertadores 2017.

### Atlético Tucumán
Luego ficha por Atlético Tucumán donde juega la Copa Sudamericana 2017 y la Copa Libertadores 2018. En el decano jugó 18 partidos y convirtió 1 gol.

### Alianza Lima
El 4 de julio del 2018 ficha por Alianza Lima hasta fin de año con opción a renovar. Su debut se produjo entrando en el min 62 por Tomás Costa en el empate 1-1 ante la AD Cantolao y marcaría su primer gol y asistencia con la blanquiazul en la victoria ante la Universidad San Martin por 3-1 marcando el tercer gol del partido.
El 20 de diciembre del 2018 renueva por todo el 2019 para afrontar la  Liga 1 y la Copa Libertadores.

## Estadísticas
| Club                        | Temporada           | Part. | Goles | Asist. | Prom. |
| --------------------------- | ------------------- | ----- | ----- | ------ | ----- |
| Racing Montevideo · Uruguay | 2012-13             | 1     | 0     | 0      | 0.00  |
| Racing Montevideo · Uruguay | 2013-14             | 13    | 2     | 2      | 0.17  |
| Racing Montevideo · Uruguay | 2014-15             | 26    | 12    | 2      | 0.45  |
| Racing Montevideo · Uruguay | 2016                | 9     | 4     | 1      | 0.44  |
| Racing Montevideo · Uruguay | 2023                | 1     | 0     | 0      | 0     |
| Racing Montevideo · Uruguay | Total club          | 50    | 18    | 6      | 0.35  |
| Al-Shabab Arabia Saudita    | 2015-16             | 16    | 4     | 1      | 0.25  |
| Al-Shabab Arabia Saudita    | Total club          | 16    | 4     | 1      | 0.25  |
| Peñarol · Uruguay           | 2016                | 10    | 1     | 0      | 0.10  |
| Peñarol · Uruguay           | 2017                | 15    | 6     | 0      | 0.40  |
| Peñarol · Uruguay           | Total club          | 25    | 7     | 0      | 0.24  |
| Atlético Tucumán Argentina  | 2017-18             | 16    | 1     | 1      | 0.07  |
| Atlético Tucumán Argentina  | Total club          | 16    | 1     | 1      | 0.07  |
| Alianza Lima · Perú         | 2018                | 22    | 10    | 3      | 0.45  |
| Alianza Lima · Perú         | 2019                | 18    | 9     | 2      | 0.50  |
| Alianza Lima · Perú         | Total club          | 40    | 19    | 5      | 0.5   |
| Mamelodi Sundowns Sudáfrica | 2019-20             | 14    | 6     | 0      | 0.46  |
| Mamelodi Sundowns Sudáfrica | 2020-21             | 8     | 0     | 0      | 0.0   |
| Mamelodi Sundowns Sudáfrica | Total club          | 22    | 6     | 0      | 0.29  |
| River Plate · Uruguay       | 2021                | 4     | 1     | 0      | 0.25  |
| River Plate · Uruguay       | 2022                | 8     | 1     | 0      | 0.13  |
| River Plate · Uruguay       | 2023                | 0     | 0     | 0      | 0     |
| River Plate · Uruguay       | Total club          | 12    | 2     | 0      | 0.17  |
| Cooper · Uruguay            | 2024                | 18    | 4     | 0      | 0.22  |
| Cooper · Uruguay            | Total club          | 18    | 4     | 0      | 0.22  |
| Cerro Largo · Uruguay       | 2025                | 21    | 3     | 2      | 0.5   |
| Cerro Largo · Uruguay       | Total club          | 21    | 3     | 2      | 0.14  |
| Total en su carrera         | Total en su carrera | 220   | 64    | 13     | 0.29  |

## Palmarés

### Títulos nacionales
| Título                    | Club              | País      | Año     |
| ------------------------- | ----------------- | --------- | ------- |
| Campeonato Uruguayo       | Peñarol           | Uruguay   | 2015-16 |
| Copa de la Liga           | Mamelodi Sundowns | Sudáfrica | 2019    |
| Liga Premier de Sudáfrica | Mamelodi Sundowns | Sudáfrica | 2019-20 |
| Liga Premier de Sudáfrica | Mamelodi Sundowns | Sudáfrica | 2020-21 |

### Distinciones individuales
| Distinción                                                                           | Año  |
| ------------------------------------------------------------------------------------ | ---- |
| JugadorManyadelMes de marzo                                                          | 2017 |
| Nominado como delantero al mejor once de la Primera División del Perú según la SAFAP | 2018 |